# فيليسي بريفيتي
فيليسي بريفيتي (بالإيطالية: Felice Prevete)‏ (31 مارس 1987 بباتيباليا في إيطاليا - ) هو لاعب كرة قدم إيطالي في مركز الوسط. لعب مع نادي إمبولي ونادي كروتوني وCavese 1919 ‏ وUS Poggibonsi ‏ ونادي بوتنزا.

## روابط خارجية
- فيليسي بريفيتي على موقع إي إس بي إن إف سي (الإنجليزية)
- فيليسي بريفيتي على موقع قاعدة بيانات كرة القدم.إي يو (الإنجليزية)